# Władysław Jarkowski
Władysław Jarkowski h. Korczak (ur. 1876 w Moskwie, zm. 17 lutego 1920 w Warszawie) – polski inżynier chemik, wykładowca Instytutu Technologicznego (IT) w Petersburgu.

## Życiorys
Pochodził z rodziny o tradycjach patriotycznych, jego dziad Józef był powstańcem listopadowym. Był synem Jana (1844–1902), absolwenta IT, znanego inżyniera kolejowego, i Heleny z Szendzikowskich (zm. 1919). Miał dwie siostry: Kazimierę (1878–1906), żonę inż. technologa Aleksandra Jaronia (1875–1935) i Helenę (1882–1920), która po śmierci siostry wyszła za szwagra i zamieszkała z nim w Tallinie, oraz trzech braci: Aleksandra (1874–1918), absolwenta Instytutu Technologicznego a potem księdza, Witolda (1875–1918), absolwenta i wykładowcę IT, pioniera lotnictwa w Rosji, i Jana (1880–1929), wybitnego neurochirurga, mieszkającego we Francji.
Ukończył I Korpus Kadetów. Następnie studiował w Instytucie Technologicznym w Petersburgu, uzyskując dyplom inżyniera technologa. Po studiach wyjechał na zachód. Pracował w Zurychu i Sztokholmie u Arheniusa oraz w Karlsruhe u prof. Askenazego i Habera. W latach 1897–1918 był asystentem i docentem chemii analitycznej Wydziału Chemii w Instytucie Technologicznym. Kierował także laboratorium w zakładach utylizacji i przetwórstwa kości, których dyrektorem wykonawczym był Stanisław Glezmer. Był członkiem PPS, aktywnym podczas rewolucji 1905.
Był żonaty z Jadwigą z Gliwiców (1885–1973), siostrą Hipolita Gliwica.
Zmarł 17 lutego 1920 w Warszawie. Pośmiertnie (7 lipca 1931) odznaczony Krzyżem Niepodległości.